# Dolois
Pour le gentilé, voir Dol-de-Bretagne et Dole (Jura).
Le dolois est un dialecte ou patois (patoé) de Haute-Bretagne, parlé principalement dans les alentours de Saint-Malo, Dol-de-Bretagne, Dinard, Ploubalay, Créhen, Corseul et Pleurtuit.
C'est un patois de français, à l'instar du gallo parlé autour de Rennes, et non un patois de breton.
Aujourd'hui, le parler dolois est une langue en déclin dans le pays de Saint-Malo, et il a perdu de son importance par rapport au français. Seules les personnes ayant connu cette langue sous l'emploi de tous les jours savent encore la parler aujourd'hui. Les jeunes ne sentent pas l'intérêt de savoir parler un « patois »[réf. nécessaire].
Le parler dolois a été étudié par François Duine (Étude sur le patois de Dol, in ABPO, 12, 4, 1897, pp. 551-603) et par Charles Lecomte.
Ce dernier érudit classe les mots dolois en six catégories :
1. les « vieux mots » (mots du vieux français),
2. les « mots à sens détourné » (par rapport au français),
3. les « mots forcés » (créés à partir du français),
4. les « mots déformés » (à partir du français),
5. les « mots latins » (venus directement du latin mais dont la plupart sont passés par l'ancien français),
6. les « mots exotiques » (emprunts au breton, normand, etc.).

## Exemples
| Français          | Patois    |
| ----------------- | --------- |
| magnifique        | manifique |
| bien              | ben       |
| non               | nanni     |
| main              | man       |
| papillon nocturne | ange      |
| vieillir, moisir  | canir     |
| pleurer           | crié      |
| enfant            | éfan      |
| ivre              | pa        |
| petit             | petiò     |
| par-ici !         | par ichen |
| soleil            | sola      |